# فراشيات المظهر
فراشيات المظهر أو فصيلة بسيكوديدي (الاسم العلمي: Psychodidae) هي فصيلة من الحشرات تتبع رتبة ذوات الجناحين من طائفة الحشرات، تسمى أعضاء هذه الفصيلة بذباب العث، والواحدة ذبابة العث.
فراشيات المظهر هي فصيلة من خيطيات القرن التي تبدو وكأنها فراشة صغيرة. وهي ذبابات صغيرة (من 1 إلى 5 مم) لها أجسام وأجنحة مغطاة بالحرير، وتتحد في لونها بين اللون العاجي إلى الرمادي الداكن أكثر أو أقل. تتجمع البعض في المنازل.
وفواصد فصيلة (الذي يحتوي بشكل خاص الفاصدة واللوتزومية جنسا) هو من مصلحة طبية كبيرة لهذه الحشرات يمكن أن تكون ناقلات داء الليشمانيات وbartonelloses تؤثر على عدة أنواع من الثدييات، بما في ذلك البشر.

## التصنيف
- البرغشاوات
  - البرغشة